# ویشنفکا (شهرستان چیشمینسکی، باشقیرستان)
ویشنفکا (انگلیسی: Vishnevka, Chishminsky District, Republic of Bashkortostan) یک شهرک در شهرستان چیشمینسکی در استان باشقیرستان کشور روسیه است.